# ジョシュ・トナー
ジョシュ・トナー（Josh Tonna、1988年6月9日 - ）は、オーストラリアの男性キックボクサー。キャンベラ出身。Stockade training center所属。

## 来歴
2016年8月27日、武林風でLi Ningに判定負け。
2016年11月3日、K-1 WORLD GP 2016 JAPAN ～初代フェザー級王座決定トーナメント～に参戦。1回戦で小澤海斗に1R57秒でKO負け。
2017年5月6日、武林風でYuan Yaに判定負け。
2017年6月24日、武林風でYuan Yaと再戦して判定勝ち。
2018年5月5日、武林風でジュー・シュアイに判定負け。
2018年7月13日、ONE Championshipでペッダム・ペッティンディーアカデミーにKO負け。
2018年10月26日、ONE Championshipでジョセフ・ラシリに判定勝ち。
2019年1月25日、ONE Championshipで秋元皓貴と対戦。ダウンの応酬の末に判定負け。
2019年7月12日、ONE Championshipで森本“狂犬”義久に判定勝ち。
2020年2月7日、ONE Championshipでアンディ・ハウソンにKO勝ち。
2020年10月9日、ONE Championshipでサムエー・ガイヤーンハーダオと対戦しKO負け。この試合はONEストロー級(56.7kg)ムエタイ世界タイトルマッチとして行われ、敗れたトナーはタイトル獲得に失敗した。

## 獲得タイトル
- ISKA世界フェザー級王者